# 桑蓋火山

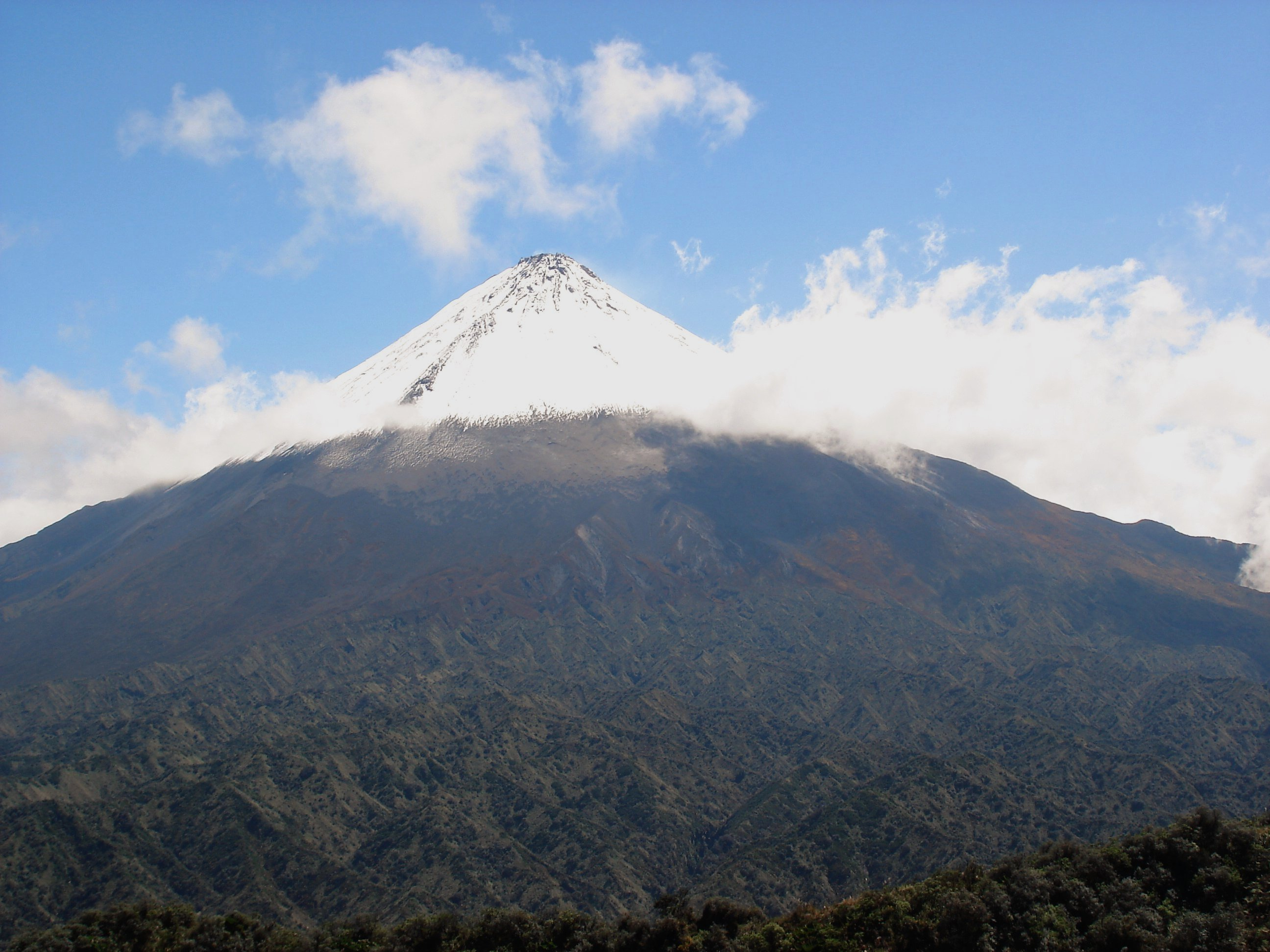

桑蓋火山是厄瓜多爾的火山，位於該國中部，屬於安第斯山脈的一部分，海拔高度5,230米，山體在14,000年前左右形成，該火山有3個火山口，人類在1929年8月4日首次成功登頂。